# Louis Georges Neumann

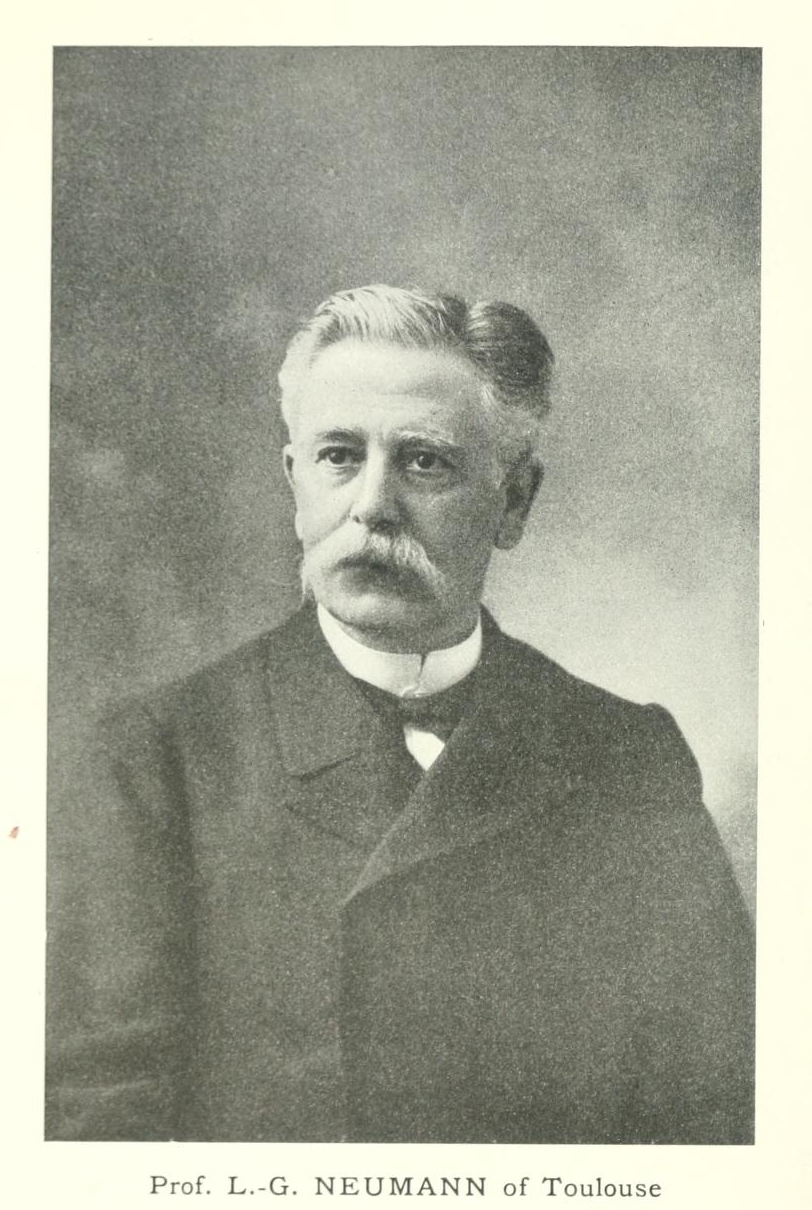
Louis Georges Neumann, um 1908

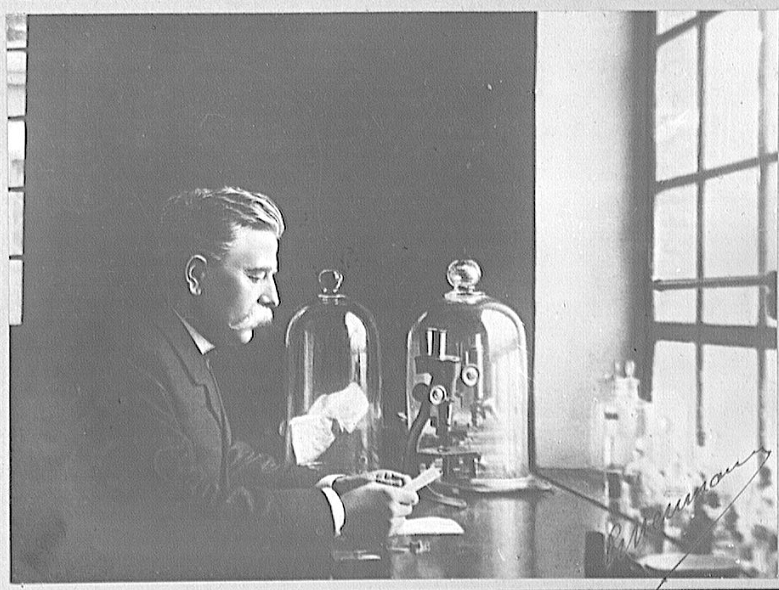
Am Arbeitsplatz in der École nationale vétérinaire de Toulouse, um 1900

Louis Georges Neumann (geboren am 22. Oktober 1846 in Paris; gestorben am 28. Juni 1930 in Saint-Jean-de-Luz, Département Pyrénées-Atlantiques) war ein französischer Veterinärmediziner, Entomologe, Acarologe und Parasitologe. Mit mehr als einhundert Erstbeschreibungen von Zecken und einer großen Anzahl acarologischer Publikationen ist er einer der bedeutendsten Parasitologen der Medizingeschichte.

## Leben
Louis Georges Neumann war früh verwaist. Nach einem Studium der Veterinärmedizin trat er als Veterinär in die französische Armee ein und diente in der Kavallerieschule in Saumur. 1878, mit 32 Jahren, wurde er zunächst Dozent und 1880 Professor an der École nationale vétérinaire de Toulouse, wo gerade ein Lehrstuhl für medizinische Naturgeschichte eingerichtet worden war. Zunächst war Neumann mit der Helminthologie befasst, wandte sich aber bald den Gliederfüßern zu. Er wurde rasch eine anerkannte Autorität für Menschenläuse, Kieferläuse und Schildzecken. Im Bereich der Schildzecken wurde er zum weltqeit führenden Experten. Forscher aus der ganzen Welt kamen nach Toulouse, um mit Neumann zu arbeiten und seine Zeckensammlung zu studieren.
Die zahlreichen naturwissenschaftlichen Forschungsreisen an der Wende des 19. zum 20. Jahrhundert sammelten große Mengen biologischer Proben. Soweit es sich dabei um Zecken handelte, war Neumann häufig der Adressat der Ausbeute, dem die Identifizierung bekannter und die Beschreibung neuer Arten anvertraut wurden. So bearbeitete er die Parasiten der Belgica-Expedition unter Adrien de Gerlache de Gomery (1897–1899), der vierten und fünften französischen Antarktisexpedition unter Jean-Baptiste Charcot (1903–1905 und 1908–1910) und der drei Expeditionen von John Stanley Gardiner zum Indischen und Pazifischen Ozean (1897–1909). Neumann führte einen regen Austausch von Informationen und Belegexemplaren. Die Holotypen der von Neumann beschriebenen Arten befinden sich überwiegend in der Sammlung der École nationale vétérinaire de Toulouse, aber aufgrund seiner Tauschtätigkeit mit Kollegen wie George H. F. Nuttall verfügt das Natural History Museum in London über zahlreiche Lektotypen.
Fast am Anfang von Neumanns Publikationstätigkeit steht seine 1888 erschienene Monografie über die Parasitosen der Nutztiere, die bereits 1892 in einer zweiten Auflage und wiederholt in englischer Übersetzung erschien. Sie wurde 1909 und 1914 durch Bände über die Parasiten des Geflügels und von Hund und Katze ergänzt. 1896 veröffentlichte Neumann die Biographies Vétérinaires, ein biografisches Lexikon zur Geschichte der Veterinärmedizin. Als Neumanns wichtigstes Werk erschien zwischen 1896 und 1901 seine Revision de la famille des Ixodidés. Von 1902 bis 1908 ergänzte Neumann dieses Werk mit sieben Notes sur les Ixodidés. Einen weiteren Höhepunkt unter Neumanns Veröffentlichungen stellt die 1911 erschienene 26. Lieferung des Sammelwerks Das Tierreich dar, in der er die Ixodidae (Schildzecken) behandelt. Neumann war nicht nur ein akribischer Beobachter und Taxonom, sondern auch ein hervorragender Zeichner. Sowohl die Porträts in seinen Biographies Vétérinaires als auch die Zeichnungen in seinen Erstbeschreibungen und anderen zoologischen Veröffentlichungen fertigte er selbst an.
Neben seinem Kollegen Alcide Railliet, einem Helminthologen, war Neumann eine der beiden prägenden Persönlichkeiten der französischen Parasitologie des späten 19. und frühen 20. Jahrhunderts. Beide gelten als Begründer der veterinärmedizinischen Parasitologie in Frankreich. Neumann wurde 1914 emeritiert. Er war Mitglied der Académie nationale de médecine und wurde am 17. Juni 1918 als korrespondierendes Mitglied in die Académie des sciences gewählt.

## Dedikationsnamen
- Amblyomma neumanni Ribaga, 1902[5]
- Hoplopleura neumanni Fahrenholz, 1919[6]
- Rhipicephalus neumanni Walker, 1990[7]

Entgegen den Angaben in der Literatur wurden die Gattungen Neumanniella Michaelsen, 1903 und Neumanniona Michaelsen, 1935, zwei Gattungen von Wenigborstern der Familie Eudrilidae, nicht nach Louis Georges Neumann, sondern nach dem deutschen Ornithologen und Mammalogen Oscar Neumann benannt.

## Erstbeschreibungen durch Louis Georges Neumann (Auswahl)
- Amblyomma albolimbatum Neumann, 1907
- Amblyomma albopictum Neumann, 1899
- Amblyomma argentinae Neumann, 1904
- Amblyomma australiense Neumann, 1905
- Amblyomma calcaratum Neumann, 1899
- Amblyomma clypeolatum Neumann, 1899
- Amblyomma coelebs Neumann, 1899
- Amblyomma cordiferum Neumann, 1899
- Amblyomma crenatum Neumann, 1899
- Amblyomma cruciferum Neumann, 1901
- Amblyomma cyprium Neumann, 1899
- Amblyomma dubitatum Neumann, 1899
- Amblyomma fulvum Neumann, 1899
- Amblyomma fuscum Neumann, 1907
- Amblyomma geayi Neumann, 1899
- Amblyomma goeldii Neumann, 1899
- Amblyomma hirtum Neumann, 1906
- Amblyomma incisum Neumann, 1906
- Amblyomma limbatum Neumann, 1899
- Amblyomma loculosum Neumann, 1907
- Amblyomma multipunctum Neumann, 1899
- Amblyomma nodosum Neumann, 1899
- Amblyomma parvitarsum Neumann, 1901
- Amblyomma paulopunctatum Neumann, 1899
- Amblyomma personatum Neumann, 1901
- Amblyomma pictum Neumann, 1906
- Amblyomma pilosum Neumann, 1899
- Amblyomma postoculatum Neumann, 1899
- Amblyomma scalpturatum Neumann, 1906
- Amblyomma scutatum Neumann, 1899
- Amblyomma sparsum Neumann, 1899
- Amblyomma supinoi Neumann, 1905
- Amblyomma tholloni Neumann, 1899
- Dermacentor atrosignatus Neumann, 1906
- Dermacentor circumguttatus Neumann, 1897
- Dermacentor compactus Neumann, 1901
- Dermacentor nitens Neumann, 1897
- Dermacentor niveus Neumann, 1897
- Dermacentor parumapertus Neumann, 1901
- Haemaphysalis bispinosa Neumann, 1897
- Haemaphysalis calcarata Neumann, 1902
- Haemaphysalis cornigera Neumann, 1897
- Haemaphysalis elongata Neumann, 1897
- Haemaphysalis flava Neumann, 1897
- Haemaphysalis formosensis Neumann, 1913
- Haemaphysalis longicornis Neumann, 1901
- Haemaphysalis parmata Neumann, 1905
- Haemaphysalis parva Neumann, 1897
- Haemaphysalis semermis Neumann, 1901
- Haemaphysalis simplex Neumann, 1897
- Haemaphysalis spinigera Neumann, 1897
- Haemaphysalis spinulosa Neumann, 1906
- Hyalomma rhipicephaloides Neumann, 1901
- Ixodes acuminatus Neumann, 1901
- Ixodes affinis Neumann, 1899
- Ixodes alluaudi Neumann, 1913
- Ixodes angustus Neumann, 1899
- Ixodes auritulus Neumann, 1904
- Ixodes australiensis Neumann, 1904
- Ixodes boliviensis Neumann, 1904
- Ixodes cordifer Neumann, 1908
- Ixodes diversifossus Neumann, 1899
- Ixodes djaronensis Neumann, 1907
- Ixodes fossulatus Neumann, 1899
- Ixodes holocyclus Neumann, 1899
- Ixodes loricatus Neumann, 1899
- Ixodes lunatus Neumann, 1907
- Ixodes minor Neumann, 1902
- Ixodes nitens Neumann, 1904
- Ixodes ovatus Neumann, 1899
- Ixodes percavatus Neumann, 1906
- Ixodes rasus Neumann, 1899
- Ixodes rubicundus Neumann, 1904
- Ixodes rubidus Neumann, 1901
- Ixodes schillingsi Neumann, 1901
- Ixodes sculptus Neumann, 1904
- Ixodes simplex Neumann, 1906
- Ixodes spinicoxalis Neumann, 1899
- Ixodes stilesi Neumann, 1911
- Ixodes tasmani Neumann, 1899
- Ixodes ugandanus Neumann, 1906
- Ixodes unicavatus Neumann, 1908
- Ixodes vestitus Neumann, 1908
- Rhipicephalus appendiculatus Neumann, 1901
- Rhipicephalus complanatus Neumann, 1911
- Rhipicephalus compositus Neumann, 1897
- Rhipicephalus cuspidatus Neumann, 1906
- Rhipicephalus deltoideus Neumann, 1910
- Rhipicephalus duttoni Neumann, 1907
- Rhipicephalus evertsi Neumann, 1897
- Rhipicephalus fulvus Neumann, 1913
- Rhipicephalus jeanneli Neumann, 1913
- Rhipicephalus longicoxatus Neumann, 1905
- Rhipicephalus longus Neumann, 1907
- Rhipicephalus lunulatus Neumann, 1907
- Rhipicephalus maculatus Neumann, 1901
- Rhipicephalus nitens Neumann, 1904
- Rhipicephalus oculatus Neumann, 1901
- Rhipicephalus planus Neumann, 1907
- Rhipicephalus sulcatus Neumann, 1908
- Rhipicephalus supertritus Neumann, 1907

## Veröffentlichungen (Auswahl)
- Traité des maladies parasitaires non microbiennes des animaux domestiques. Asselin et Houzeau, Paris 1888.
- mit Édouard Louis Trouessart: Diagnoses d'espèces nouvelles de Sarcoptides plumicoles (Analgesinae). In: Bulletin scientifique de la France et de la Belgique 1888, Band 19, S. 325–380, Digitalisat.
- A treatise on the parasites and parasitic diseases of the domesticated animals. Baillière, Tindall and Cox, London 1892, Digitalisat.
- Biographies Vétérinaires. Asselin et Houzeau, Paris 1896, Digitalisat.
- Revision de la famille des Ixodidés. In: Mémoires de la Société zoologique de France 1896, Band 9, S. 1–44, Digitalisat.
- Revision de la famille des Ixodidés. 2e Mémoire. In: Mémoires de la Société zoologique de France 1897, Band 10, S. 324–420, Digitalisat.
- Revision de la famille des Ixodidés. 3e Mémoire. In: Mémoires de la Société zoologique de France 1899, Band 12, S. 107–294, Digitalisat.
- Revision de la famille des Ixodidés. 4e Mémoire. In: Mémoires de la Société zoologique de France 1901, Band 14, S. 249–372, Digitalisat.
- Sur la transmission des maladies microbiennes par les Ixodidés. In: Archives médicales de Toulouse 1902, Band 8, S. 457–481, ZDB-ID 1242860-7.
- Notes sur les Ixodidés. In: Archives de Parasitologie 1902, Band 6, S. 109–128, Digitalisat.
- Notes sur les Ixodidés. II. In: Archives de Parasitologie 1904, Band 8, S. 444–464, Digitalisat.
- Notes sur les Ixodidés. III. In: Archives de Parasitologie 1905, Band 9, S. 225–241, Digitalisat.
- Notes sur les Ixodidés. IV. In: Archives de Parasitologie 1906, Band 10, S. 195–219, Digitalisat.
- Notes sur les Ixodidés. V. In: Archives de Parasitologie 1907, Band 11, S. 215–232, Digitalisat.
- Notes sur les Ixodidés. VI. In: Archives de Parasitologie 1908, Band 12, S. 1–27, Digitalisat.
- Notes sur les Ixodidés. VII. In: Notes from the Leyden Museum 1908, Band 30, Nr. 1, S. 73–91, Digitalisat.
- Description d'une nouvelle espèce d'Ixodiné. In: Bulletin du Muséum national d'histoire naturelle 1908, Band 14, S. 352–355, Digitalisat.
- Parasites et maladies parasitaires des oiseaux domestiques. Asselin et Houzeau, Paris 1909, Digitalisat.
- Description de deux nouvelles espèces d’Ixodinae. In: Tijdschrift voor entomologie 1910, Band 53, S. 11–17, Digitalisat.
- Ixodidae. In: Franz Eilhard Schulze (Hrsg.): Das Tierreich. Eine Zusammenstellung und Kennzeichnung der rezenten Tierformen. Im Auftrage der Königl. Preuss. Akademie der Wissenschaften zu Berlin. 26. Lieferung. R. Friedländer u. Sohn, Berlin 1911, Digitalisat.
- Parasites et maladies parasitaires du chien et du chat. Asselin et Houzeau, Paris 1914.